# Bis(stilbènedithiolate) de nickel
Le bis(stilbènedithiolate) de nickel est un complexe de coordination de formule chimique Ni(S2C2Ph2)2, où PH représente un phényle –C6H5. Il se présente sous la forme d'un solide noir qui donne des solutions vertes dans le toluène. Ce complexe est le prototype d'une grande famille de complexes de bis(dithiolène (en)) de formule générale Ni(S2C2R2)2, où R représente un atome d'hydrogène H ou un groupe alkyle ou aryle. Ces complexes ont été étudiés comme teintures. Ils présentent en outre un intérêt académique comme exemples de ligands non innocents. La longueur des liaisons C–S et C–C vaut respectivement 171 pm et 139 pm, ce qui est intermédiaire entre liaison simple et double.

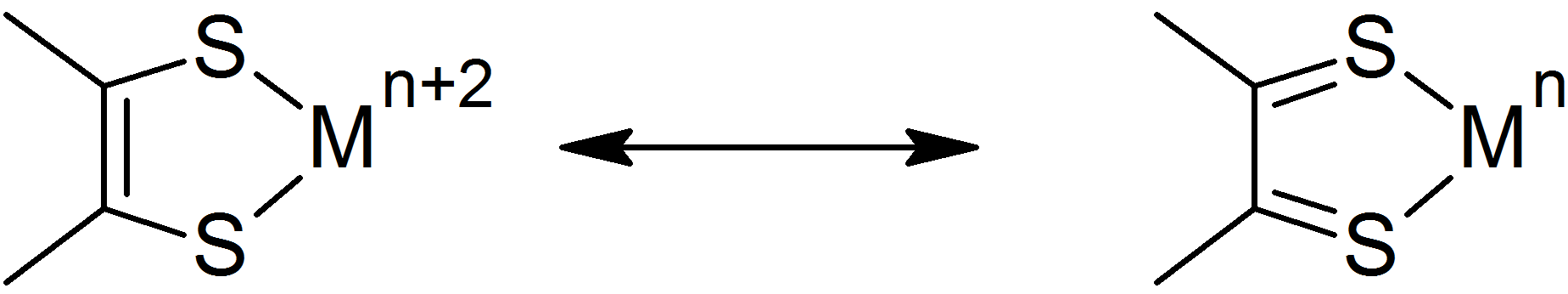
Mésomérie d'un cycle R2C2S2M.

Ce complexe a été préparé au départ en traitant du sulfure de nickel avec du diphénylacétylène C6H5–C≡C–C6H5. Les synthèses à haut rendement font intervenir le traitement de sels de nickel avec de la benzoïne sulfurée.  Le complexe réagit avec les ligands pour former des complexes de monodithiolène de type Ni(S2C2Ph2)L2.